# Placówka Straży Celnej „Nowa Karczma”

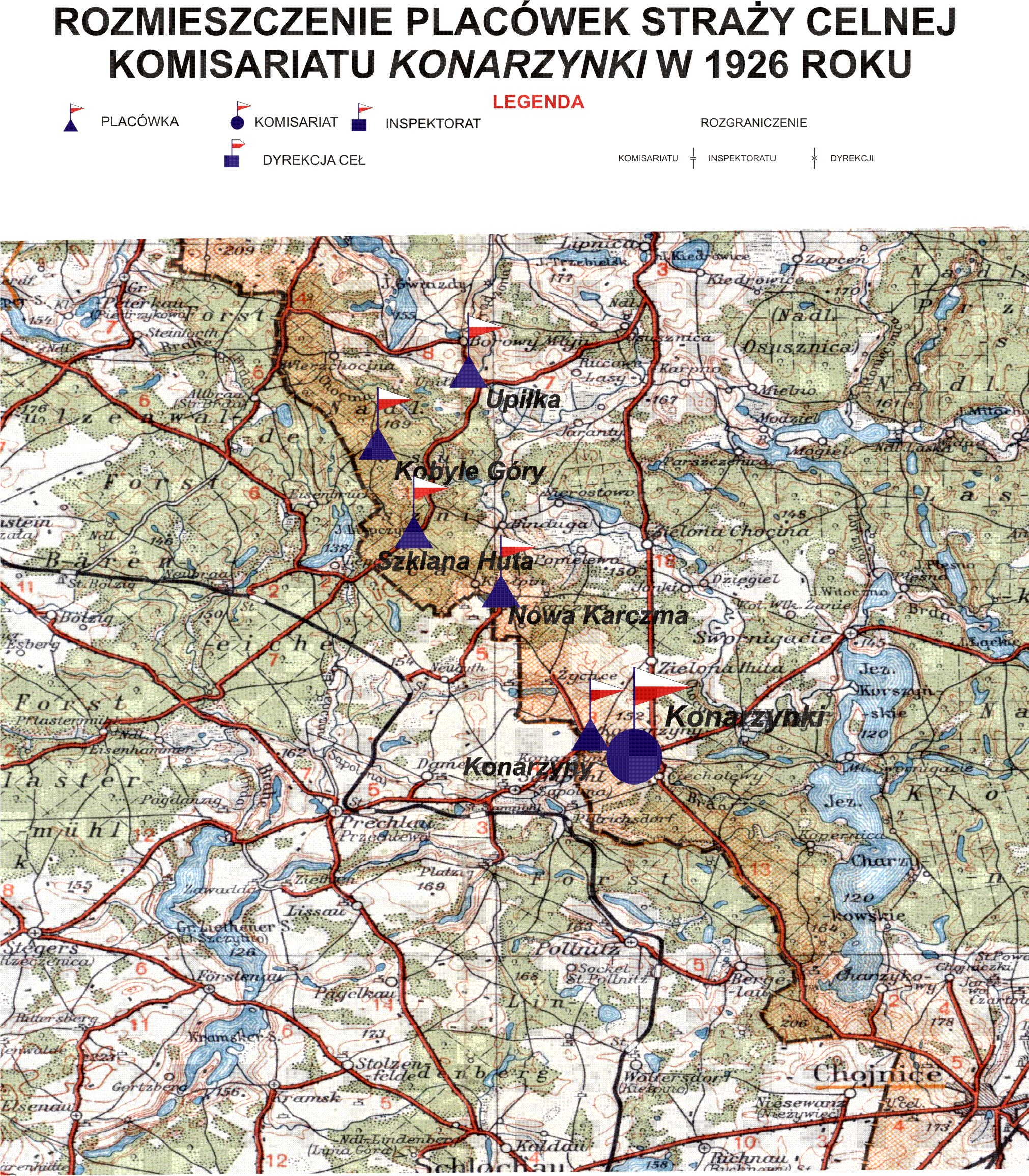
Rozmieszczenie placówek Straży Celnej Komisariatu Konarzynki

Placówka Straży Celnej „Nowa Karczma” – jednostka organizacyjna Straży Celnej pełniąca w okresie międzywojennym służbę ochronną na granicy polsko-niemieckiej.

## Formowanie i zmiany organizacyjne
Na wniosek Ministerstwa Skarbu, uchwałą z 10 marca 1920 roku, powołano do życia Straż Celną. Jednostki Straży Celnej rozpoczęły przejmowanie odcinków granicy od pododdziałów Batalionów Celnych. W 1921 roku w Brzeźnie stacjonował sztab 1 kompanii 20 batalionu celnego. Kompania wystawiała między innymi placówkę w Nowej Karczmie. Proces tworzenia Straży Celnej trwał do końca 1922 roku. Placówka Straży Celnej „Nowa Karczma” weszła w podporządkowanie komisariatu Straży Celnej „Konarzynki” z Inspektoratu SC „Chojnice”.
W drugiej połowie 1927 roku przystąpiono do gruntownej reorganizacji Straży Celnej. W praktyce skutkowało to rozwiązaniem tej formacji granicznej. Ochronę północnej, zachodniej i południowej granicy państwa przejęła powołana z dniem 2 kwietnia 1928 roku Straż Graniczna.
Rozkazem nr 2 z 19 kwietnia 1928 roku w sprawie organizacji Pomorskiego Inspektoratu Okręgowego dowódca Straży Granicznej gen. bryg. Stefan Pasławski określił strukturę organizacyjną komisariatu SG „Zielona Chocina”. Placówka Straży Granicznej I linii „Nowa Karczma” znalazła się w jego strukturze.

## Funkcjonariusze placówki
Kierownicy placówki
| stopień    | imię i nazwisko, numer       | okres pełnienia służby | kolejne stanowisko |
| ---------- | ---------------------------- | ---------------------- | ------------------ |
| przodownik | Mieczysław Rychłowski (2112) | był w 1926             |                    |

Obsada personalna placówki w 1926:
- przodownik Mieczysław Rychłowski (2112)
- starszy strażnik Ludwik Śniegocki (2091)
- strażnik Ignacy Łysikowski (1997)
- strażnik Ignacy Polak (3035)
- strażnik Leon Pacholski (2041)
- strażnik Antoni Żychski (3089)
- strażnik Antoni Trzebniak (3117)
- strażnik Józef Dembniak (1660)
- strażnik Jan Kowalski (2948)